# Caloptilia aeolocentra
Caloptilia aeolocentra är en fjärilsart som först beskrevs av Edward Meyrick 1922.  Caloptilia aeolocentra ingår i släktet Caloptilia och familjen styltmalar. Inga underarter finns listade i Catalogue of Life.